# Flipasa
Les flipases (o flippases) són una família d'enzims transportadors de lípids a través de les membranes cel·lulars, responsables d'ajudar el moviment de les molècules dels fosfolípids entre les dues que componen una membrana cel·lular (difusió transversal). Mark Bretscher, l'any 1972, en va predir l'existència. Les flipases dependents (també anomenades aminofosfolípids translocases) requereixen l'energia de l'ATP per fer la seva funció que en anglès es coneix com a acció (bidireccional) de flip-flop, i d'on prové el seu nom. El flip-flop normalment és molt lent, però pot esdevenir un procés ràpid en presència d'aquestes proteïnes específiques anomenades flipases.
Tanmateix, també hi ha flipases independents de l'energia que no requereixen la hidròlisi de l'ATP i són d'acció unidireccional. Aquest tipus de flipases són responsables de transferir lípids novament sintetitzats des de la fulleta exterior a la interior de les membranes.
Moltes cèl·lules mantenen la distribució asimètrica dels fosfolípids entre les seves capes de la membrana citoplasmàtica i exoplasmàtica, crucial per la regulació normal de la funció de la membrana (de les proteïnes). La pèrdua d'asimetria pot servir per detectar aviat l'apoptosi (mort o destrucció cel·lular programada per la mateixa cèl·lula), implicada en la malaltia d'Alzheimer.
Cal destacar que a vegades utilitzem el terme flipasa de manera abusiva com a terme general per designar un transportador de lípids, el qual catalitza el canal de lípids d'una banda a una altra. Això pot portar confusió, ja que altres funcions diferents hi estan involucrades. A més, el canal transmembrana dels lípids està facilitat per tres tipus de proteïnes: les flipasas, les flopasas, i les scramblasas, les quals tenen funcions diferents.
Tot i així, seria important admetre que encara que s'hagin dut a terme grans investigacions en diversos laboratoris, cap de les suposades flipases (a excepció de la P-glycoprotein, la qual és una flopasa) ha estat purificada en suficient quantitat per permetre’ns realitzar els experiments necessaris en proteo-liposomes per mesurar l'eficiència i l'especificitat d'aquests. També s'espera poder aconseguir cristal·litzar-les amb èxit per tal de determinar millor la seva estructura.

## Funció

### Asimetria de la membrana

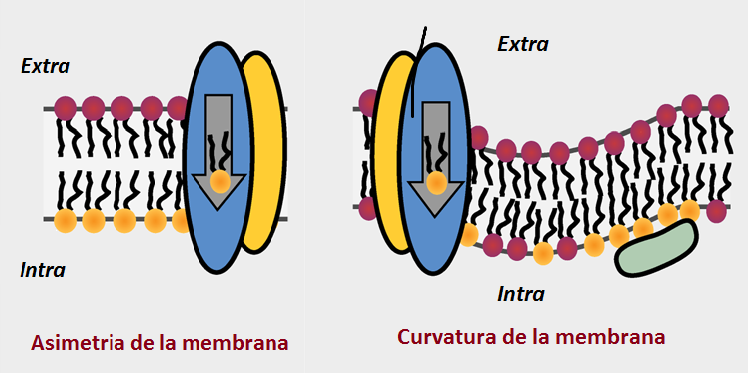
Algunes de les funcions principals de les flipases dependents.

Les flipases juguen un important rol en la generació de la distribució asimètrica de la bicapa lipídica en la membrana plasmàtica, el TGN (Trans Golgi Network) i el sistema endosomal de les cèl·lules eucariotes. La distribució de lípids és heterogènia entre cada orgànul i cada membrana manté una asimetria entre les dues capes fosfolipídiques. Aquesta asimetria ve donada per la concentració d'aminofosfolípids, fosfatilserina (PS) i fosfatiletanolamina (PE) a la capa citosòlica i els fosfatilcolina (PC) i els esfingolípids (p.e., esfingomielia i glicoesfingolípids) concentrats a la capa exoplasmàtica. Mantenir l'asimetria dels fosfolípids en la membrana plasmàtica dels diferents orgànuls en les vies d'endocitosi o secreció és vital perquè la cèl·lula dugui a terme correctament els processos de biogènesi vesicular, senyalització cel·lular, morfogènesi i migració.
Els fosfolípids que es sintetitzen en la membrana són inicialment col·locats a la banda citosòlica però són ràpidament equilibrats entre les dues capes per proteïnes de membrana sense la necessitat d'ATP. Aquest moviment de flip-flop s'atribueix a les escramblases i no és específic.
Les flipases i les flopases s'encarreguen de la difusió transversal específica de fosfolípids i requereixen l'aport d'ATP. Les proteïnes del tipus P4-ATPases són essencials en la catàlisi del transport dels fosfolípids de la capa exoplasmàtica a la citoplasmàtica, moviment conegut com el flipping i els transportadors ABC s'encarreguen del flopping, de la capa citoplasmàtica a l'exoplasmàtica. Aquest tipus de proteïna transportadora transporta una gran varietat de components a través de la membrana, incloent fosfolípids de cadena curta, esterols i àcids grassos de cadena llarga.

### Tràfic vesicular
L'activitat de les P4-ATPases està lligada al transport vesicular entre el TGN i la membrana plasmàtica. Està comprovat que en la llevadura de cervesa, les flippases Dnf1p i Dnf2p residents a la membrana, són necessàries per dur a terme l'endocitosi a baixes temperatures. La pèrdua de l'activitat de la flippasa Drs2p suposa el bloqueig en la formació d'un tipus de vesícules de clatrina secretores post-Golgi. La flipasa Drs2 també és necessària per al transport bidireccional entre el TGN i els early endosomes (EE). En humans, la flipasa ATP8B1 intervé en la localització de proteïnes apicals en cèl·lules polaritzades.

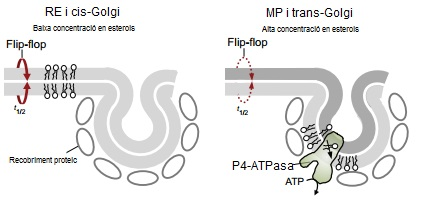
Rol de les flipases en la biogènesi vesicular.

En la biogènesi vesicular, les P4-ATPases hi tenen un rol directe, interactuen físicament i genèticament amb la maquinària de la cobertura vesicular. En la formació d'una nova vesícula cal un increment selectiu de la superfície de la capa citoplasmàtica. En el reticle endoplasmàtic (RE) i en el cis-Golgi, el baix contingut en esterols permet que els fosfolípids travessin fàcilment de capa i és suficientment flexible com perquè una cobertura proteica deformi la membrana en un sot i després en una vesícula. En canvi, en la membrana plasmàtica i en el TGN, la concentració d'esterols és més elevada i restringeix la lliure translocació de fosfolípids. Per tant, no n'hi ha prou amb l'assemblatge d'una cobertura proteica per deformar la membrana i formar una vesícula. És per això que aquest procés requereix una bomba de fosfolípids per compensar la superfície de les capes lipídiques. La flipasa unidireccional evita la desestabilització de la membrana, genera una asimetria fosfolipídica entre les dues capes i permet afavorir la funció de la cobertura proteica.
La localització de les flipases es relaciona amb la funció anterior, ja que es troben exclusivament en membranes secretores o en orgànuls d'endocitosi.

### Senyalització cel·lular
De manera regulada, les flipases poden trencar l'asimetria fosfolipídica de la membrana i s'utilitza com una forma de senyalització cel·lular.
L'exposició induïda per Ca²+ de la fosfatidilserina (PtdSer) a la capa extracel·lular s'utilitza en cèl·lules que s'estan morint com a senyal de reconeixement perquè els macròfags engulleixin aquestes cèl·lules. Però la pèrdua de funció de la P4-ATPasa ATP8B1 en humans, la qual transporta les molècules de PtdSer de la capa exterior a la citosòlica, també porta a la mort de la cèl·lula.

## Classificació

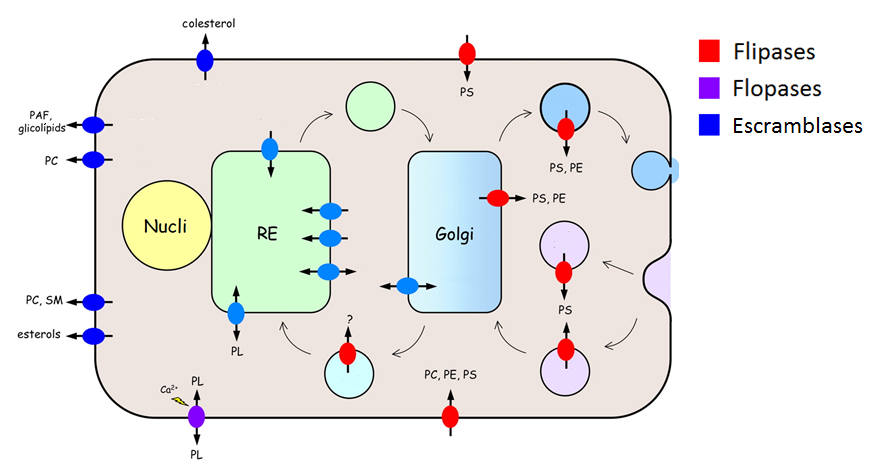
Distribució de les flipases, flopases i escramblases per la cèl·lula.

Inicialment Mark Bretscher, va utilitzar el terme “flipasa” per referir-se a tots els transportadors de lípids que s'encarreguen de mantenir l'equilibri a les membranes biològiques. Tot i així podem classificar aquests transportadors transmembranosos segons la seva especificitat pel substrat, la direcció de transport i segons si necessiten o no energia en forma d'ATP. Podem diferenciar tres enzims:

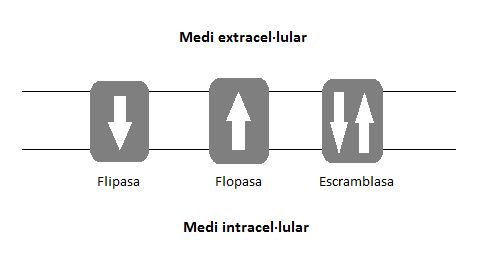
Moviment dels fosfolípids en bicapa lipídica produït per les flipases, les flopases i les escramblases.

- Les flipases transporten ràpidament els aminofosfolípids des de la membrana externa fins a la membrana citoplasmàtica. Per poder dur a terme aquest procés necessiten ATP, ja que han de bombar lípids en contra del gradient de concentració. Aquests enzims també reben el nom de Translocases. Dins d'aquest grup trobem l'àmplia família de transportadors MDR-ABC. També existeix una flipasa de colesterol.
- Les flopases, en canvi, transporten lentament els fosfolípids de la membrana citoplasmàtica a la cara externa. Ho fan de manera específica i també requereixen ATP, ja que van en contra gradient. Les flopases transporten una gran varietat de lípids amfipàtics, especialment el colesterol i l'esfingomielina. Un exemple de flopasa és la MRP1 (Proteïna associada a la Resistència a la Multidroga).
- També trobem les escramblases, que poden transportar lípids en les dues direccions. Aquests enzims provoquen l'homogeneïtzació en la distribució dels fosfolípids per la membrana. S'activen quan augmenta la concentració de calci a l'interior de la cèl·lula. En coneixem els següents tipus: PLSCR1, PLSCR2, PLSCR3 i PLSCR4.[11][12] Les escramblases tenen un paper molt important en la distribució dels fosfolípids durant la mort cel·lular programada (apoptosi). Una de les primeres seqüències de l'apoptosi és la pèrdua de l'asimetria de la membrana plasmàtica. Quan la cèl·lula ha de morir, el mitocondri envia una proteïna anomenada citocrom c, que viatja pel citosol fins a la membrana. Allà s'uneix a l'escramblasa i l'activa. L'escramblasa provoca que la fosfatidilserina, que normalment es presenta en la capa citosòlica, passi a la capa extracel·lular. La fosfatidilserina, que ara es troba a la part externa, és reconeguda per l'anexina V, una partícula apoptòtica que reconeix els fagòcits circumdants. Aquests s'encarregaran d'eliminar la cèl·lula danyada. L'escramblasa desmunta la ruta de biosíntesi dels lípids de membrana. Per aquest motiu, quan la cèl·lula està destinada a morir aconsegueix una composició lipídica poc habitual.[13]

## Estructura
La família P-tipus ATPasa, comprèn un gran nombre de molècules. Es pot dividir en 5 grans subfamílies (P1-P5). Aquesta classificació es fa tenint en compte les facilitats que tenen cadascuna d'elles a l'hora de transportar. Destaquen les P1-ATPases que s'encarreguen de transportar metalls pesants. La seva funció principal és desintoxicar el citoplasma i portar els metalls pesants a compartiments específics de les cèl·lules per degradar-los. No totes les subfamílies es troben en totes les cèl·lules, ja que mentre les P1-, les P2- i les P3-ATPases es troben en totes, les P4-ATPases, que representen el subfamília més gran, es troben només en les cèl·lules eucariotes.

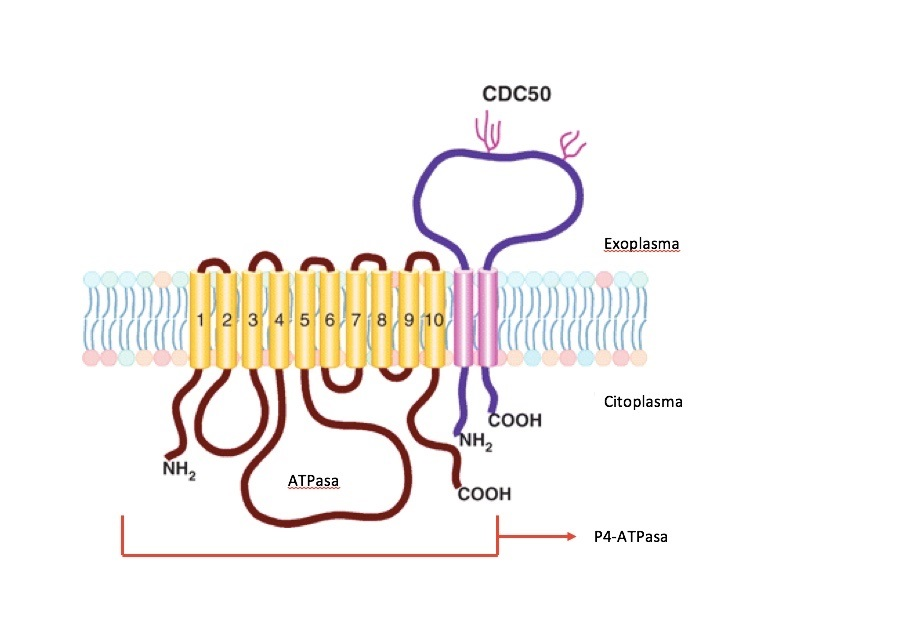
Estructura P4-ATPasa i prot CDC50.

Aquestes últimes són el major component de les flipases fosfolipídiques. Les P4-ATPases tenen el mateix tipus de membrana que les de la resta de subfamílies de P-tipus ATPases. Concretament tenen 10 segments transmembrana, un grup NH2 i un grup COOH- que es troben a la cara citosòlica i dos grans voltes. D'aquestes dues, una està entre els segments transmembrana 2 i 3 i l'altra entre els segments transmembrana 4 i 5. Comprenen seqüències específiques de P-tipus ATPases incloent un model característic de residus conservats, principalment el disseny de la seqüència DKTGTLT, lloc d'unió amb l'ATP. Una altra característica important d'aquesta subfamília és que en els dominis transmembrana 4 i 6, les posicions entre capes que normalment estan ocupades per aminoàcids polars i carregats en forma de catió que transporten ATP, són reemplaçats per aminoàcids aromàtics i hidròfobs.
Estudis realitzats a ratolins, demostren que les P4-ATPases realitzen diverses funcions fisiològiques importants. Una deficiència en aquests enzims poden derivar a malalties en el fetge, problemes immunològics, diabetis de tipus 2 i fins i tot pot facilitar obesitat.
Les P4-ATPases actuen com a heterodímers combinats amb altres subunitats proteiques del cicle de divisió cel·lular o moduladors de l'efecte lligand.
La proteïna CDC50, és una proteïna endosomal que interacciona amb la flipasa Drs2p. Aquesta interacció és essencial per tal que s'activi l'activitat catalítica de la P4-ATPasa. Les seves funcions principals són el transport de fosfolípids a través de l'activitat de la P4-ATPasa, el transport intracel·lular de proteïnes i el procés d'endocitosis. El genoma humà codifica 14 P4-ATPases mentre que només 3 proteïnes CDC50. Això implica que, cada proteïna CDC50 humana interacciona amb diverses P4-ATPases o que algunes P4-ATPases funcionen sense la unió amb les CDC50. Segons els estudis, l'associació amb la CDC50 és necessària perquè la P4-ATPasa sigui exportada del reticle endoplasmàtic. A més a més, els resultats de diversos estudis suggereixen que les proteïnes CDC50 formen part del funcionament de la P4-ATPasa.

## Mecanismes interns
Els mecanismes interns de les flipases són complexos. Estudis recents donen suport a l'important paper de les P4-ATPases en el transport de lípids. Tot i així, encara no està del tot clar com aquests enzims tenen la capacitat de transportat lípids en lloc d'ions més petits. Les P-tipus ATPases són proteïnes que tenen diversos dominis i formen intermediaris fosforilats durant la reacció de transport, d'aquí ve el nom de “P-type”. Existeixen 4 conformacions principalment: E1, E1P, E2P i E2. El transport de fosfolípids realitzat per les P4-ATPases correspondria al transport d'ions de potassi realitzat per la bomba d'ions de Na/K, ja que la direcció d'aquest transport és des de l'exoplasma fins al cantó citoplasmàtic.

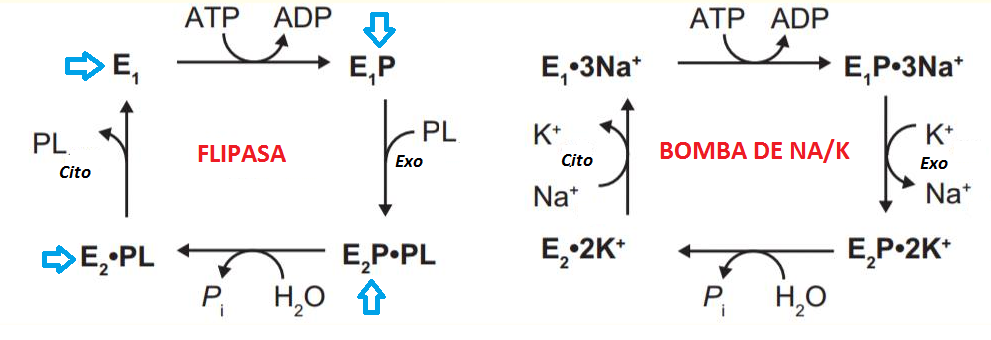
Cicle de les reaccions de transport realitzat per les P-type ATPases. Es poden veure les 4 conformacions (la fletxa blava les senyala) possibles i on P es refereix a un fosforil intermediari de l'enzim. Aquest mecanisme representat permet a les P-type ATPases transportar substrat en contra el gradient, i alhora, evitar pèrdua de substrat a la direcció oposada.

Aquest fet prediu el fet que el substrat de fosfolípids de les P4-ATPases lliga al fosfoenzim E2P. Seguint amb aquest model, la desfosforilació de les P4-ATPases ATP8A2 és estimulada pel transport de cert substrat, molt similar a quan els ions de K activen la desfosforilació de la bomba de Na/K, resistint-se a l'acció dels ions Na, els quals estimulen la fosforilació.
Malgrat aquestes dades apunten cap a un mecanisme complex i una similitud entre les bombes d'ions i les flipases, s'obre una altra pregunta: com les P4-ATPases transporten fosfolípids voluminosos (40 vegades més voluminosos que els ions transportats per les bombes d'ions). Aquest enigma es coneix com el gran problema dels substrat. A més, el reconeixement de substrat per part de les P4-ATPases és també complex.
El transport de fosfolípids dut a terme per les P4-ATPases imposa un altre requisit. Mentre que els substrats iònics no s'han de moure mentre les bombes d'ions canvien de conformació, el transport de fosfolípids requereix que el substrat es reorienti físicament durant aquest transport.

## Regulació de l'activitat de les flipases
Existeixen dos sistemes de regulació de l'activitat de les flipases. Per una banda trobem la regulació en funció de la biogènesi de vesicles i per altra la regulació en funció de l'homeòstasi dels esfingolípids. En el primer sistema de regulació intervenen algunes proteïnes com la 4-quinasa Pik1, que activa les flipases, o la NUM-1A, que inhibeix l'activitat de les flipases. En el segon sistema de regulació, un circuit homeostàtic controla l'organització lipídica de la membrana plasmàtica, tenint en compte la relació entre l'asimetria de la bicapa lípidica de la membrana i el seu contingut d'esfingolípids. En el circuit de regulació de les P4-ATPases Dnf1 i Dnf2 intervenen les proteïnes quinases Fpk1 i Ypk1, l'acció de les quals s'ha estudiat en el llevat. Aquestes proteïnes es troben associades a la membrana. Fpk1 estimula l'activitat de les flipases. La Ypk1 és una proteïna que fosforila la Fpk1 i la inhibeix. Fpk1, al seu torn, fosforila la Ypk1, inhibint també la seva activitat. Diferents estímuls s'encarregaran de regular l'equilibri entre Fpk1 i Ypk1, estimulant l'acció d'una quinasa o de l'altra. L'augment de precursors d'esfingolípids activa la Ypk1 i, per tant, es redueix l'activitat de les flipases. D'altra banda, complexes d'esfingolípids estimulen l'activitat de Fpk1 i conseqüentment augmenta l'activitat de les flipases.

## Flipases a la salut
Cal destacar les funcions fisiològiques de les P4-ATPases en els mamífers. En comparació amb altres cèl·lules, més o menys es coneixen aquestes funcions especials i la seva classificació específica. Aquest tipus de flipases en els mamífers tenen 14 subtipus de proteïnes (15 en el cas dels ratolins), de les quals dues estan implicades en el tràfic de proteïnes. Diversos estudis in vitro i estudis amb ratolins estan contribuint per poder entendre millor totes aquestes funcions fisiològiques. En la taula següent es resumeixen les patologies segons diversos estudis que poden ser provocades per la deficiència o mutacions de cadascun del subtipus, tant en humans com en ratolins.
| Tipus P4 ATPases | Fisiopatologies en ratolins                        | Fisipatologies en humans                       |
| ---------------- | -------------------------------------------------- | ---------------------------------------------- |
| ATP8A1           | Dèficit d'atenció i hiperactivitat                 | -                                              |
| ATP8A2           | Malalties neurodegeneratives i creixement retardat | Problemes mentals i disminució del to muscular |
| ATP8B1           | Colèstasi i pèrdua d'oïda                          | Colèstasi                                      |
| ATP8B2           | -                                                  | -                                              |
| ATP8B3           | Anomalies en la capacitat dels espermatozous       | -                                              |
| ATP8B4           | -                                                  | Alzheimer                                      |
| ATP8B5           | -                                                  | No està present en humans                      |
| ATP9A            | -                                                  | -                                              |
| ATP9B            | -                                                  | -                                              |
| ATP10A           | Obesitat, hiperinsulinèmia i hiperlipidèmia        | Diabetis tipus II i obesitat                   |
| ATP10B           | -                                                  | -                                              |
| ATP10D           | Obesitat, hiperglicèmia i hiperinsulinèmia         | -                                              |
| ATP11A           | -                                                  | Metastasi en càncer colorectal                 |
| ATP11B           | -                                                  | -                                              |
| ATP11C           | Anèmia i hepatocarcinoma                           | -                                              |

El subtipus ATP8B1 ha estat el més estudiat en humans. Les mutacions en l'ATP8B1 causen principalment malalties en el fetge: colèstasi bàsicamament. S'ha vist que una deficiència d'aquest tipus condueix a la pèrdua de l'asimetria normal dels fosfolípids de la membrana canicular. Com a resultat, la membrana es torna més sensitiva a l'extracció de colesterol provocada per la bilis, la qual cosa afecta l'activitat del principal transportador biliar. Com a conseqüència, es causa colèstasi.